# Kuortakkijärvi
Kuortakkijärvi är en sjö i Finland. Den ligger i kommunen Enare i landskapet Lappland, i den norra delen av landet, 1 000 km norr om huvudstaden Helsingfors. Kuortakkijärvi ligger 124 meter över havet. Arean är 2,38 kvadratkilometer och strandlinjen är 26,47 kilometer lång. Sjön  ingår i Pasvik älvs huvudavrinningsområde. 
I övrigt finns följande vid Kuortakkijärvi:
- Tuolbijärvi (en sjö)